# Мальков, Николай Иванович
Николай Иванович Мальков (9 декабря 1932, Верхний Уфалей, Уральская область — 19 марта 2007, Владивосток) — советский партийный, государственный деятель, первый секретарь Магаданского обкома КПСС в 1978—1986 годах, первый секретарь Читинского обкома КПСС в 1986—1990 годах, председатель Читинского областного Совета народных депутатов в 1990—1991 годах.

## Биография
Родился 9 декабря 1932 года в село Верхний Уфалей Уральской области, русский.

## Образование
В 1955 году окончил Владивостокское высшее мореходное училище. В 1967 году окончил Дальневосточное высшее инженерное морское училище. В 1972 году заочно окончил Высшую партийную школу при ЦК КПСС.

## Трудовая деятельность
- В 1956—1958 — штурман на судах Дальневосточного морского пароходства,
- В 1958—1962 — заместитель начальника Владивостокской мореходной школы.
- В 1962—1969 — секретарь парткома, заместитель начальника Владивостокского морского порта, секретарь парткома Дальневосточного морского пароходства.
- В 1969—1971 — заведующий отделом Приморского крайкома КПСС.
- В 1971—1975 — первый секретарь Владивостокского горкома КПСС.
- В 1975—1978 — второй секретарь Приморского крайкома КПСС.
- В 1978—1986 — первый секретарь Магаданского обкома КПСС.
- В 1986—1990 — первый секретарь Читинского обкома КПСС.
- В 1990—1991 — председатель Читинского областного Совета народных депутатов.
- Член КПСС с 1954 г. Член ЦК КПСС в 1986—1991 годах (кандидат в члены ЦК КПСС в 1981—1986 годах.
- Депутат Совета Союза Верховного Совета СССР 10-11 созывов (1979—89) от Магаданской области[1].
- В 1990—1993 — народный депутат РФ, член Совета Национальностей Верховного Совета РФ.
- В 1991—1993 — заместитель председателя Комиссии Совета Национальностей Верховного Совета РФ, в 1993—1996 — эксперт Управления делами Государственной Думы РФ, в Управлении делами Администрации Президента РФ.

В 1996 году вернулся во Владивосток. Впоследствии работал заместителем руководителя минтаевой флотилии «Дальморепродукта» по кадрам.

## Семья
Дочь Ольга Николаевна замужем за Владимиром Алексеевичем Кантуром, доктор медицинских наук, профессором Владивостокского государственного медицинского университета (его отец Алексей Иванович Кантур — в 1967—1977 годах заведующий отделом строительства Приморского крайкома КПСС, впоследствии заместитель председателя крайисполкома; в 1990-е гг. депутат Законодательного Собрания Приморского края 1-го созыва).

## Государственные награды
Награждён орденами Ленина (1982), Октябрьской Революции (1976), «Знак Почета» (1963, 1971), медалями.